# Estudios Rockfield

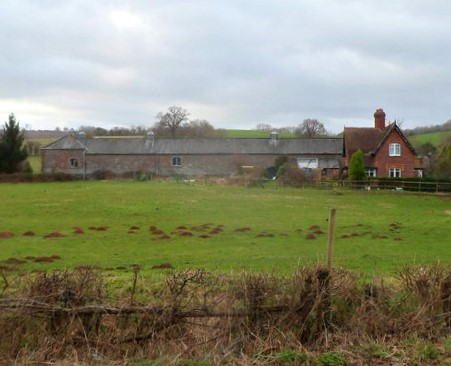
Estudios Rockfield, ubicados cerca de Monmouth a las afueras de Rockfield, Monmouthshire. (País de Gales)

Estudios Rockfield son unos estudios de grabación activos desde los años 1960, donde han grabado multitud de bandas británicas como Black Sabbath, Motörhead, Queen y Oasis. Están situados cerca de Monmouth en Gales a las afueras de Rockfield, Monmouthshire.

## Historia
Los estudios fueron fundados por los hermanos Kingsley y Charles Ward en 1963, adaptando una granja que ya existía. En 1965, se convirtieron en el primer estudio de grabación-residencia, donde los artistas o bandas podían alojarse mientras grababan. Consta de dos estudios, Coach House y Quadrangle.
La primera grabación exitosa de los estudios fue "I Hear You Knocking" de Dave Edmunds grabado en 1970. Después de este éxito, a comienzos de los años 1970 se grabaron siete álbumes de Budgie, varios de Hawkwind, Chameleon in the Shadow of the Night de Peter Hammill, el exitoso sencillo de Ace "How Long?" y el álbum Sheer Heart Attack de Queen. En agosto de 1975, Queen grabó allí A Night At The Opera, incluyendo "Bohemian Rhapsody". Motörhead grabaron por primera vez en los estudios en 1975 e incluso firmaron contrato brevemente con el sello discográfico Rockfield.

## Artistas

### Años 1960
- The Interns
- Love Sculpture
- Doc Thomas Band

### Años 1970
- Ace
- Joan Armatrading
- Arthur Brown
- Black Sabbath
- Budgie
- Dave Edmunds
- Flamin Groovies
- Del Shannon
- Dr. Feelgood
- City Boy
- Gary Shearston
- Edwin Starr
- Hawkwind
- Man
- Mike Oldfield
- Motörhead
- Judas Priest
- Prelude
- Queen
- Roy Harper
- Rush
- Van der Graaf Generator

### Años 1980
- Adam and the Ants
- Age of Chance
- Bauhaus
- Bad Manners
- Christian Death
- Clannad
- The Damned
- Echo & the Bunnymen
- Edie Brickell & the New Bohemians
- Fields of the Nephilim
- Ian Gillan
- Icicle Works
- Monsoon
- Iggy Pop
- Joey Parratt
- Robert Plant[2]
- That Petrol Emotion
- Simple Minds
- Skids
- The Stranglers
- The Teardrop Explodes
- T'Pau
- The Undertones
- The Waterboys
- The Wonderstuff

### Años 1990
- 60 Ft. Dolls
- Ash
- Aztec Camera
- Big Country
- Black Grape
- Black Sabbath
- The Bluetones
- The Boo Radleys
- The Charlatans
- Cast
- Coldplay
- Del Amitri
- Gaydad
- Gene
- HIM
- Julian Lennon
- Annie Lennox
- Manic Street Preachers
- Menswear
- New Order
- Northside
- Oasis
- Oceansize
- Paul Weller
- The Pogues
- Rock Union
- Sepultura
- The Stone Roses[1]
- Super Furry Animals
- Teenage Fanclub
- Toploader
- Witness
- The Wedding Present
- XTC

### Años 2000
- Badly Drawn Boy
- Beta Band
- Bullet For My Valentine
- Catatonia
- The Coral
- The Darkness
- Delays
- Delphic
- Funeral For A Friend
- The Enemy
- Gyroscope
- Heaven and Hell
- In Case Of Fire
- Joe Strummer
- KT Tunstall
- Kasabian
- Manic Street Preachers
- Morning Runner
- Nigel Kennedy
- Ocean Colour Scene
- Paulo Nutini
- Simple Minds
- Starsailor
- Suede
- Supergrass
- Super Furry Animals
- The Proclaimers
- Violent Soho
- The Wombats
- Opeth